# Don't Stop (Funkin' 4 Jamaica)
Pour les articles homonymes, voir Don't Stop.
Singles de Mariah Carey
Never Too Far
(2001) Never Too Far/Hero Medley
(2001)
Don't Stop (Funkin' 4 Jamaica) est le troisième extrait de l'opus Glitter de la chanteuse américaine Mariah Carey, qui officie de bande originale du film du même nom. Le titre, accompagné du rappeur Mystikal, sort le 10 décembre 2001.

## Accueil
Le titre n'atteint pas le Billboard Hot 100, il s'érige par contre à la 23e place du Billboard Under Hot 100 Singles. Le single entre dans le top 40 en Australie et Royaume-Uni.

## Clip vidéo
Le vidéoclip de ce titre est réalisé par Sanaa Hamri. Il y dévoile Mariah Carey et Mystikal en train de faire la fête dans une maison, qui est située sur l'eau.

## Formats et pistes
CD single en Europe
1. Never Too Far
2. Don't Stop (Funkin' 4 Jamaica) (featuring Mystikal)

CD maxi-single en Australie et en Europe
1. Never Too Far
2. Don't Stop (Funkin' 4 Jamaica) (featuring Mystikal)
3. Loverboy (Drums Of Love)
4. Never Too Far (Vidéo)

## Classement hebdomadaire
| Classement (2001)                           | Meilleure position |
| ------------------------------------------- | ------------------ |
| Allemagne (Media Control AG)                | 97                 |
| Australie (ARIA)                            | 36                 |
| Belgique (Flandre Ultratip 100)             | 4                  |
| Belgique (Wallonie Ultratip 50)             | 1                  |
| Espagne (Promusicae)                        | 16                 |
| États-Unis (Bubbling Under Hot 100 Singles) | 5                  |
| États-Unis (Adulte Contemporain)            | 17                 |
| Pays-Bas (Single Top 100)                   | 67                 |
| Suède (Sverigetopplistan)                   | 56                 |
| Suisse (Schweizer Hitparade)                | 65                 |
| Royaume-Uni (UK Singles Chart)              | 32                 |